# 周思宸
周思宸（1539年—？），字進可，號敬吾，浙江紹興府餘姚縣人，民籍，明朝政治人物。

## 生平
隆慶元年（1567年）丁卯科浙江鄉試第十九名舉人，五年（1571年）中式辛未科會試第五十九名，二甲第七十二名進士。兵部觀政，萬曆元年（1573年）任順天乡试同考官，授工部主事，萬曆四年（1576年）十一月奉命榷稅荊州，五年升员外郎，六年丁憂，十一年复除刑部，升工部郎中，十二年（1584年）出為衛輝府知府，十七年（1589年）七月升陝西按察司副使、兵備神木，同月廣西按察司副使楊德政致仕，調廣西按察司提学副使，九月汲縣知縣李賦秀揭發周思宸侵冒潞王府修造及潞王之國迎接銀兩，十二月罷職。

## 家族
曾祖周澐；祖父周理，王府引禮舍人；父周如漢，府通判。母王氏。具慶下。兄周思宗，弟周思寅、周思寰、周思賓、周思密、周思宣、周思寀。從兄周思齊、周思充，從弟周思襄、周思亭。

## 遺跡
周思宸任衛輝府知府期間，主持修建鎮國塔，現為河南省文物保護單位。